# Florence Reed
Florence Reed (Filadelfia, 10 gennaio 1883 – East Islip, 21 novembre 1967) è stata un'attrice statunitense.

## Biografia
Figlia dell'attore Roland Lewis Reed (1857–1901), suo nonno John Reed fu direttore di un teatro di Filadelfia che dispose per testamento che il suo cranio fosse utilizzato nelle rappresentazioni teatrali dell'Amleto. Alla morte del padre, lei e la madre si trasferirono a New York City dove nel dicembre del 1901 Florence debuttò nel Bijou Theatre recitando la commedia The Widow Jones. L'attività di attrice di teatro rimase prevalente per tutta la vita, fino al 1958, quando interpretò il ruolo di Amy nella commedia The Family Reunion, data al Poenix Theater. Negli anni Cinquanta fu anche attiva in televisione, interpretando testi teatrali. A partire dal 1915 e fino al 1936 apparve anche in 18 film, da The Dancing Girl di Allan Dwan a Frankie and Johnnie di Chester Erskine.
Sposata nel 1908 con l'attore Malcolm Williams (1870-1937), non ebbero figli. Florence Reed morì nel 1967 a 84 anni, e fu sepolta nel Kensico Cemetery di Valhalla, presso New York City. Insieme con lei volle essere sepolta la sua amica Blanche Yurka (1887-1974), attrice di cinema e di teatro.

## Filmografia parziale

### Cinema
- The Dancing Girl (1915)
- Her Own Way (1915)
- New York (1916)
- The Woman's Law (1916)
- The Eternal Sin (1917)
- Nell'ingranaggio (To-Day), regia di Ralph Ince (1917)
- The Struggle Everlasting, regia di James Kirkwood (1918)
- Wives of Men (1918)
- Her Code of Honor (1919)
- The Eternal Mother, regia di Will S. Davis (1920)
- The Black Panther's Cub, regia di Émile Chautard (1921)
- Il forzato (1934)
- Frankie and Johnnie, regia di Chester Erskine (1936)

### Televisione
- Lights Out – serie TV, episodio 3x08 (1950)